# سیارک ۷۲۰۳
سیارک ۷۲۰۳ (به انگلیسی: 7203 Sigeki، نامگذاری:1995DG2) هفت هزار و دویست و سومین سیارک کشف شده‌است که در ۲۷ فوریه ۱۹۹۵ کشف شد.
قدر مطلق سیارک برابر ۱۳٫۳۰ است.